# 布哈拉行動

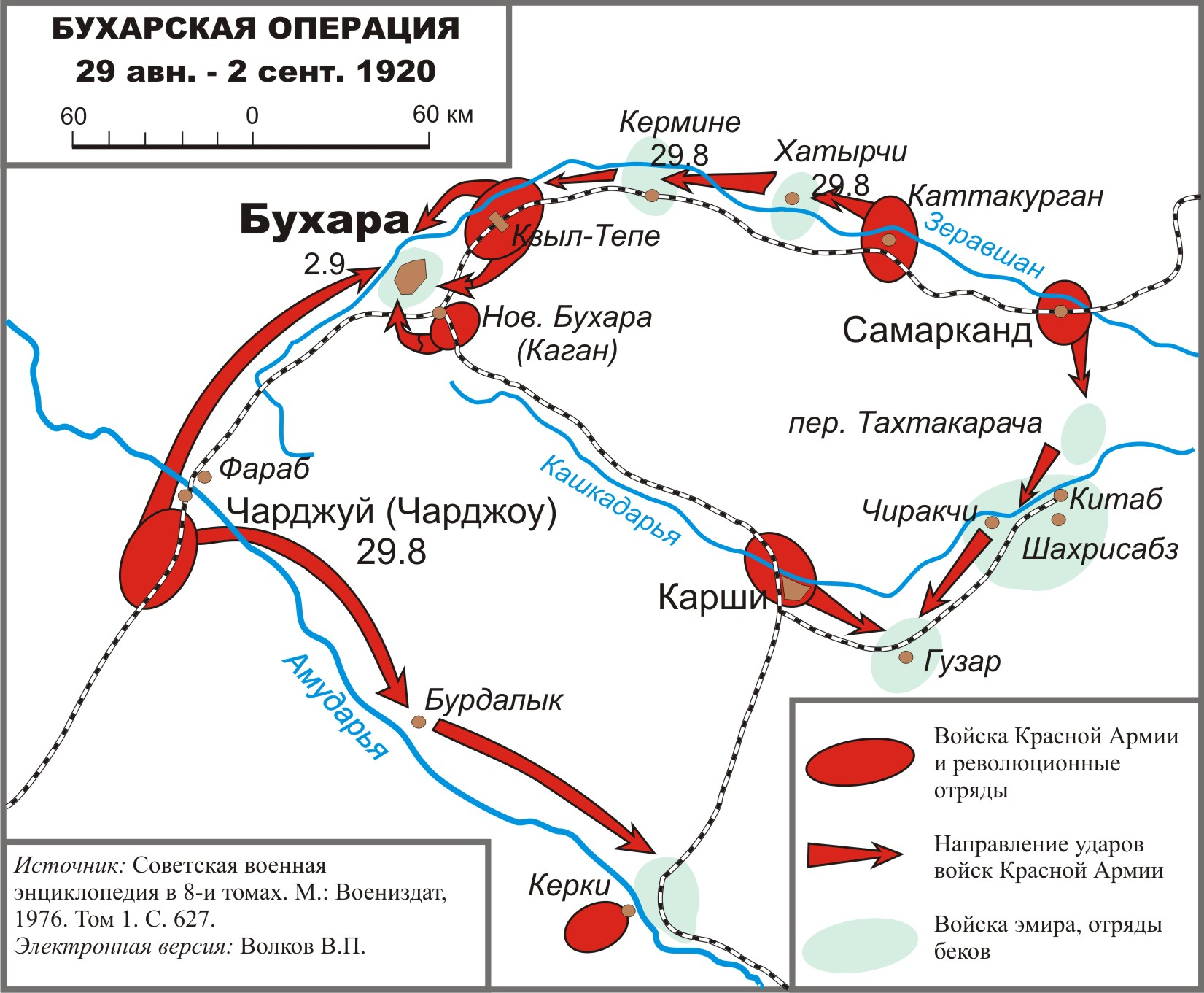
布哈拉战役

布哈拉行動是發生在1920年8月28日的戰役，苏俄红军在伏龍芝率領下进攻布哈拉酋长国。
8月31日，末代埃米爾穆罕默德·阿里木逃往杜尚别，9月2日埃米爾城堡被攻陷，9月14日布哈拉革命委員會成立，宣布成立布哈拉苏维埃人民共和国。